# Cyathula mannii
Cyathula mannii är en amarantväxtart som beskrevs av John Gilbert Baker. Cyathula mannii ingår i släktet Cyathula, och familjen amarantväxter. Inga underarter finns listade i Catalogue of Life.